# Saison 2018 des Braves d'Atlanta
La saison 2018 des Braves d'Atlanta est la 53e saison en Ligue majeure de baseball pour cette équipe depuis son arrivée à Atlanta, la 148e de l'histoire de la franchise et sa 143e dans la MLB. 

## Saison régulière
La saison régulière de 162 matchs des Braves débute le 29 mars par la visite des Phillies de Philadelphie et se termine le 30 septembre suivant. 

### Classement
| Ligue nationale division Est | V  | D  | %    | Diff. | Diff. (élim.) |
| ---------------------------- | -- | -- | ---- | ----- | ------------- |
| Braves d'Atlanta             | 90 | 72 | ,556 | -     | -             |
| Nationals de Washington      | 82 | 80 | ,506 | 8     | -             |
| Phillies de Philadelphie     | 80 | 82 | ,494 | 10    | -             |
| Mets de New York             | 77 | 85 | ,475 | 13    | -             |
| Marlins de Miami             | 63 | 98 | ,391 | 26.5  | -             |